# Fiódor Golovín

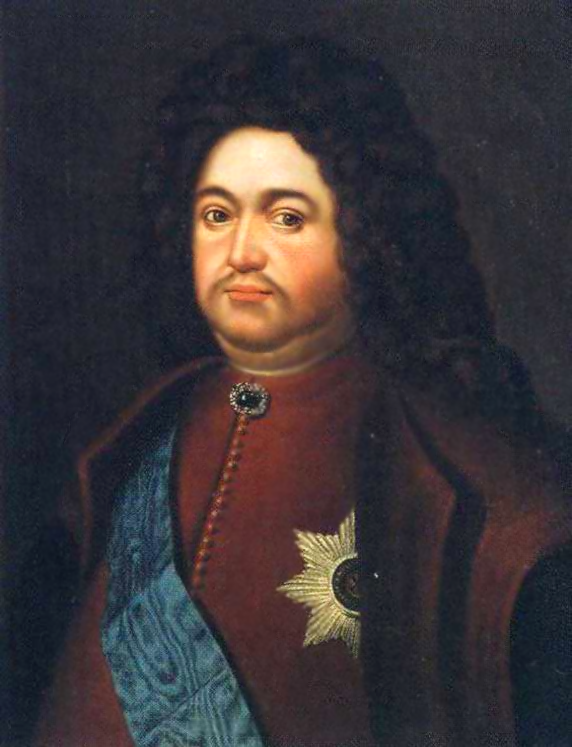
Fiódor Alekséievich Golovín.

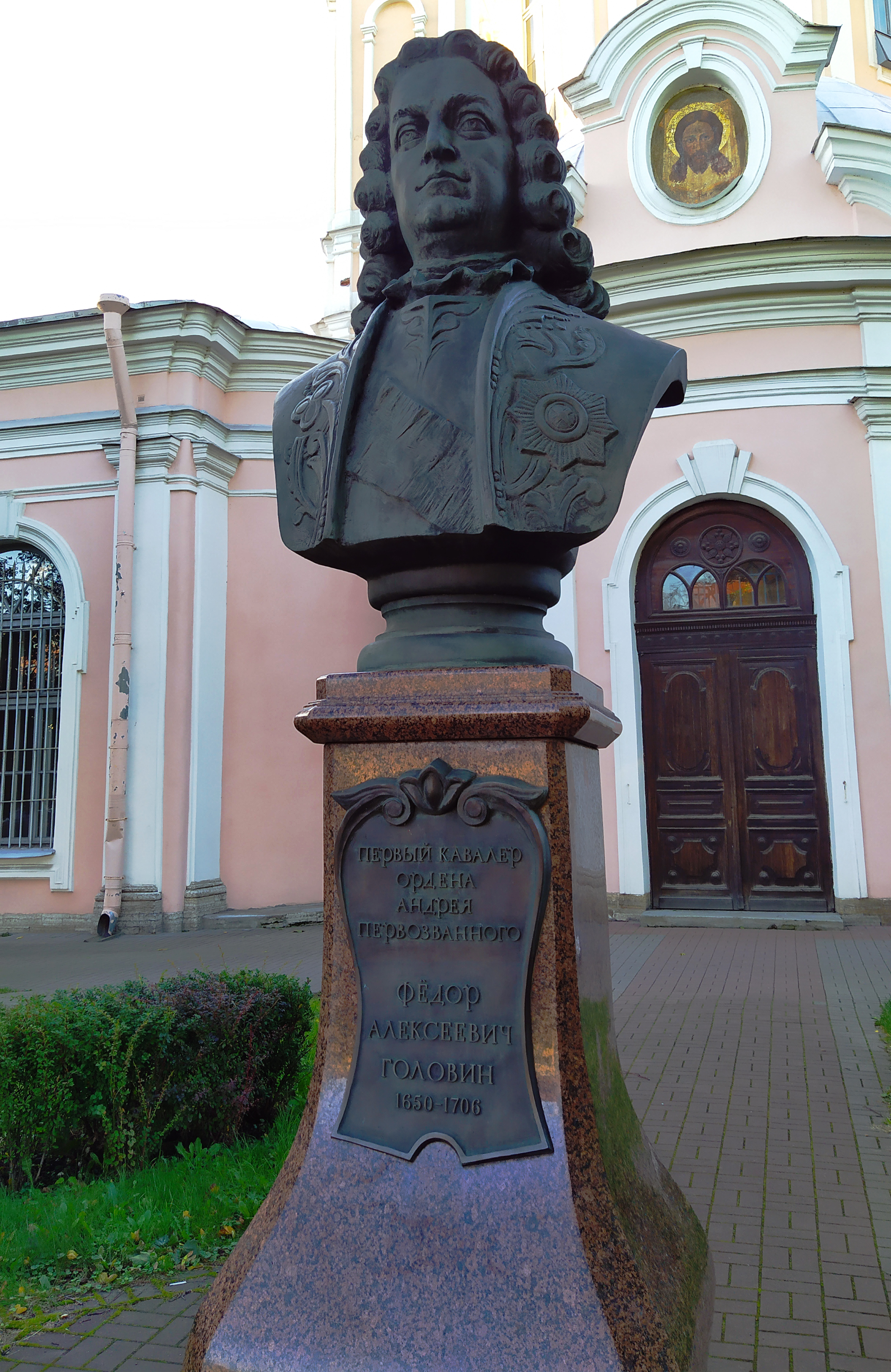
Monumento a Fiódor Alekséievich Golovín en la isla Vasílievski de San Petersburgo, Rusia

El conde Fiódor Alekséievich Golovín (en ruso antiguo: Ѳёдорь Алексѣевич Головин; en ruso moderno: Фёдор Алексеевич Головин; 1650-30 de julio de 1706) fue un caballero del siglo XVII, último boyardo, y primer canciller, mariscal de campo y almirante general ruso (1700). Hasta su muerte, fue una de las personas más influyentes y poderosas del reinado de Pedro I de Rusia. 
También fue la primera persona que recibió el nombramiento de caballero de la Orden de San Andrés.